# Ошогбо
Ошогбо е град в Нигерия. Агломерацията на града има население от около 820 000 жители (по изчисления от март 2016 г.). По-голямата част от населението на града са от народността йоруба. Градът е разположен на жп линията между Лагос и Кано. Ошогбо разполага с футболен стадион с капацитет 10 000 зрители.